# Euro Truck Simulator 2

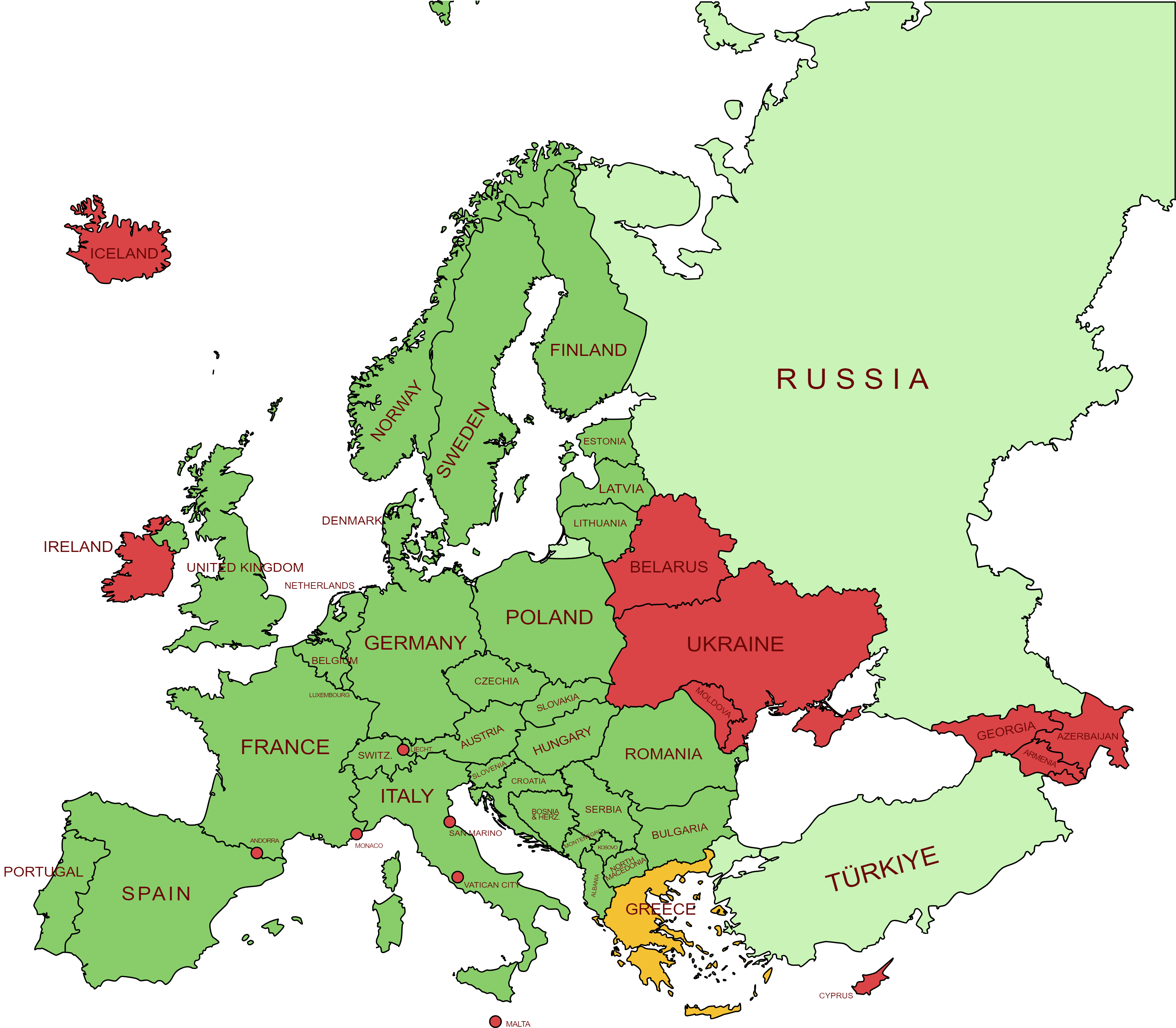
ETS2 countries map

Euro Truck Simulator 2 is een computerspel van SCS Software. Het is een vrachtwagensimulator die zich afspeelt in Europa. De speler moet als een internationaal vrachtwagenchauffeur vrachten vervoeren over langere afstanden en tussen verschillende steden. De speler kan in het spel rijden in verschillende bekende Europese vrachtwagens. Ook moet de speler in het spel zorgen dat hij op tijd tankt en rust, en dat hij geen verkeersovertredingen begaat, of zijn vrachtwagen schade oploopt. Het spel werd op 18 oktober 2012 uitgebracht.

## Gameplay
In Euro Truck Simulator 2 is het doel van het spel om een succesvol en winstgevend vrachtvervoerbedrijf te beheren. In het begin is de speler alleen in staat om korte ritten te rijden en van de leverancier geleende vrachtwagens te besturen. Als deze simpele opdrachten succesvol volbracht worden kan de speler investeren in een eigen truck. De speler is vervolgens in staat als ZZP'er te rijden en zo meer geld te verdienen. Het nadeel is dat de speler nu wel zelf moet betalen voor reparaties en onderhoud aan de vrachtwagen. Er is een rank-up systeem in Euro Truck Simulator 2 waarmee de speler de eigenschappen van de chauffeur kan verbeteren. Zo wordt het mogelijk gevaarlijkere ladingen te vervoeren, langere afstanden te rijden of breekbaar materiaal te vervoeren.
Wanneer de speler voldoende geld verdiend heeft wordt het mogelijk garages te kopen. In deze garages kunnen maximaal vijf chauffeurs aangesteld worden die rijden in opdracht van het transportbedrijf van de speler. Zo genereert de speler meer inkomsten. Het is niet mogelijk Euro Truck Simulator 2 uit te spelen; er is geen einde aan het spel. Er zijn wel prestaties indien men het spel speelt via Steam. Zo kan een speler zichzelf ten doel stellen om alle garages in Europa te kopen die beschikbaar zijn of iedere stad minstens eenmaal te bezoeken. Dit is echter volledig optioneel.

## Steden en landen

### Steden en landen in het basisspel
- Nederland: Amsterdam, Groningen, Rotterdam, IJmuiden en Europoort
- België: Brussel en Luik (Liège)
- Duitsland: Berlijn, Keulen, Dresden, Düsseldorf, Rostock, Kiel, Dortmund, Osnabrück, Hannover, Stuttgart, Bremen, Neurenberg, München, Mannheim, Duisburg, Maagdenburg, Frankfurt, Leipzig, Erfurt, Kassel, Travemünde en Hamburg
- Polen: Szczecin, Poznan en Wrocław
- Tsjechië: Praag en Brno
- Slowakije: Bratislava
- Italië: Verona, Turijn, Milaan en Venetië
- Oostenrijk: Wenen, Salzburg, Linz, Innsbruck, Graz en Klagenfurt am Wörthersee
- Frankrijk: Parijs, Calais, Lyon, Rijsel (Lille), Dijon, Straatsburg, Reims en Metz
- Zwitserland: Bern, Genève en Zurich
- Luxemburg: Luxemburg
- Groot-Brittannië: Londen, Dover, Southampton, Plymouth, Felixstowe, Cambridge, Cardiff, Swansea, Birmingham, Sheffield, Grimsby, Liverpool, Manchester, Newcastle upon Tyne, Carlisle, Edinburgh, Glasgow en Aberdeen

### Extra steden en landen als koopbare uitbreidingspakketten

#### Going East!
Het aanvullend downloadbaar pakket Going East! is uitgekomen op 20 september 2013 en heeft de volgende steden en landen toegevoegd:
- Hongarije: Boedapest, Debrecen, Pécs en Szeged
- Polen: Białystok, Krakau, Gdańsk, Katowice, Olsztyn, Łódź, Lublin en Warschau
- Tsjechië: Ostrava
- Slowakije: Banská Bystrica en Košice

#### Scandinavia
Het aanvullend downloadbaar pakket Scandinavia is uitgekomen op 7 mei 2015 en heeft de volgende steden en landen toegevoegd:
- Denemarken: Aalborg, Esbjerg, Frederikshavn, Gedser, Hirtshals, Kopenhagen en Odense
- Noorwegen: Bergen, Kristiansand, Stavanger en Oslo
- Zweden: Göteborg, Helsingborg, Jönköping, Kalmar, Kapellskär, Karlskrona, Linköping, Malmö, Nynäshamn, Örebro, Södertälje, Stockholm, Trelleborg, Uppsala, Västerås en Växjö

#### Vive la France!
Het aanvullend downloadbaar pakket Vive la France ! is uitgekomen op 5 december 2016 en heeft de volgende steden in Frankrijk toegevoegd:
- Frankrijk: Le Havre, Rennes, Roscoff, Le Mans, Brest, Nantes, La Rochelle, Bourges, Bordeaux, Limoges, Clermont-Ferrand, Toulouse, Montpellier, Marseille en Nice

#### Italia
Het aanvullend downloadbaar pakket Italia is uitgekomen op 5 december 2017 en heeft de volgende steden aan Italië toegevoegd:
- Ancona, Bari, Bologna, Cassino, Catania, Catanzaro, Firenze, Genova, Livorno, Messina, Napoli, Palermo, Parma, Pescara, Roma, Suzzara, Taranto, Terni, Villa San Giovanni

#### Beyond the Baltic Sea
Het aanvullend downloadbaar pakket Beyond the Baltic Sea is uitgekomen op 29 november 2018 en heeft de volgende steden en landen toegevoegd:
- Rusland: Kaliningrad, Pskov, Loega, Sint-Petersburg, Sosnovy Bor, Vyborg
- Litouwen: Kaunas, Mažeikiai, Vilnius, Utena, Panevėžys, Šiauliai, Klaipėda
- Letland: Liepāja, Ventspils, Riga, Daugavpils, Rēzekne, Valmiera
- Estland: Pärnu, Paldiski, Tallinn, Kunda, Tartu, Narva
- Finland: Kotka, Kouvola, Lahti, Loviisa, Helsinki, Tampere, Pori, Olkiluoto, Naantali, Turku

#### Road to the Black Sea
Het aanvullend downloadbaar pakket Road to the Black Sea is uitgekomen op 5 december 2019 en heeft de volgende steden en landen toegevoegd:
- Bulgarije: Boergas, Karlovo, Kozlodoeï, Pernik, Pirdop, Pleven, Plovdiv, Roese, Sofia, Varna en Veliko Tarnovo
- Roemenië: Bacău, Brașov, Boekarest, Călărași, Cernavodă, Cluj-Napoca, Constanța, Craiova, Galați, Hunedoara, Iași, Mangalia, Pitești, Reșița, Târgu Mureș en Timișoara
- Turkije: Edirne, Istanboel en Tekirdağ

#### Iberia
Het aanvullend downloadbaar pakket Iberia is uitgekomen op 8 april 2021 en heeft de volgende steden en landen toegevoegd:
- Spanje: A Coruña, Albacete, Algeciras, Almaraz, Almeria, Badajoz, Bailén, Barcelona, Bilbao, Burgos, Ciudad real, Córdoba, El Ejido, Gijón, Granada, Huelva, León, Lleida, Madrid, Málaga, Mengíbar, Murcia, Navia, O barca, Pamplona, Port de Sagunt, Puertollano, Salamanca, Santander, Sevilla, Soria, tarragona, Teruel, València, Valladolid, Vandellòs, Vigo, Vila-real, Zaragoza
- Portugal: Beja, Coimbra, Cortiçadas de Lavre, Évora, Faro, Guarda, Lisboa, Olhão, Ponte de Sor, Porto, Setúbal, Sines

#### West-Balkans
Het aanvullend downloadbaar pakket West-Balkans is uitgekomen op 19 oktober 2023, deze voegde de vorige landen toe:
- Albanië: Durrës, Tirana, Vlorë
- Bosnië en Herzegovina: Banja Luka, Bihać, Mostar, Tuzla, Zenica, Sarajevo
- Kosovo: Pristina
- Kroatië: Rijeka, Split, Zadar, Osijek, Zagreb
- Montenegro: Nikšić, Podgorica
- Noord-Macedonië: Bitola, Skopje
- Servië: Belgrado, Novi Sad, Kragujevac
- Slovenië: Ljubljana, Maribor, Koper, Novo Mesto

#### Greece
Griekenland: Argostoli, Athene, Heraklion, Chania, Chios, Ioannina, Kalamata, Kavala, Lamia, Larissa, Mitilini, Patras, Rhodos, Thessaloniki, Trikala

## Vrachtwagens
De volgende vrachtwagenmerken zijn aanwezig in het spel:
- Renault Trucks (licentie)
- MAN (licentie)
- Volvo (licentie)
- Mercedes-Benz (licentie sinds 25-03-2015)
- DAF (licentie)
- Iveco (licentie)
- Scania (licentie)